# كارين لويس
كارين لويس (بالإنجليزية: Karen Lewis)‏ هي كاتبة سيناريو أمريكية، ولدت في عقد 1950.

## وصلات خارجية
- كارين لويس على موقع IMDb (الإنجليزية)
- كارين لويس على موقع قاعدة بيانات الفيلم (الإنجليزية)
- كارين لويس على موقع كينوبويسك (الروسية)